# Коронаро, Джеллио
Джеллио Бенвенуто Коронаро (итал. Gellio Benvenuto Coronaro; 30 ноября 1863, Виченца — 26 июля 1916, Милан) — итальянский композитор и дирижёр. Брат Антонио и Гаэтано Коронаро.
Окончил Болонский музыкальный лицей (1883), ученик Луиджи Манчинелли и Федерико Паризини. В 1890-е гг. активно концертировал как пианист и выступал как оперный дирижёр. В 1893 году выиграл конкурс Эдоардо Сондзоньо на лучшую оперу со своей работой «Праздник на море» (итал. Festa a Marina), в том же году поставленной в Венеции (в театре Ла Фениче) и в Вене, а в 1895 году в Берлине. Написал также оперы «Клавдия» (1895) и «Бертольд» (1910) и оперетту «Неаполитанский минестроне» (итал. Minestrone napoletano; 1895), которые, однако, успеха не достигли. Помимо этого, ему принадлежит также ряд фортепианных переложений и вариаций на темы известных опер — в частности, «Богемы» Леонкавалло и «Андре Шенье» Джордано. Писал также церковную музыку. Преподавал фортепиано в Миланской консерватории